# Photograph (canción de Nickelback)
«Photograph» es una canción de la banda canadiense de rock Nickelback, lanzado a través de Roadrunner Records el 8 de agosto de 2005 como el primer sencillo de su quinto álbum de estudio All the Right Reasons (2005). El sencillo se convirtió en el tercer éxito de la banda en ubicarse dentro de los diez primeros en los Estados Unidos, alcanzando el puesto número dos en la lista Billboard Hot 100. Así mismo, encabezó las listas Mainstream Rock Tracks y Pop 100 de Billboard y llegó a los primeros diez en Australia, Nueva Zelanda, Austria y Países Bajos.
En 2008, el sencillo volvió a aparecer en las listas de sencillos en el Reino Unido aprovechando el éxito de «Rockstar». Alcanzó el puesto 18, superando el puesto 29 que supo alcanzar originalmente en su primer lanzamiento.

## Descripción
La canción es principalmente autobiográfica. El cantante Chad Kroeger dijo: "Es solo nostalgia, crecer en un pueblo pequeño y no puedes volver a tu infancia. Decir adiós a los amigos de los que te alejaste, dónde creciste, dónde fuiste a la escuela , con quién pasabas el rato y las cosas tontas que solías hacer cuando eras niño, el primer amor, todas esas cosas. Todos tienen uno o dos de esos recuerdos que les gustan, así que esta canción es solo el puente para todo lo que."
Kroeger dijo que la fotografía que sostiene en el video musical de él y su amigo Joey Moi con un enfriador de champán en la cabeza de Joey es la misma a la que se refirió en la letra. También admitió que había irrumpido en su escuela secundaria para robar dinero de la caja fuerte de la oficina once veces, pero "media docena" fluía mejor para la letra.

## Video musical
El video musical comienza con Chad Kroeger, el protagonista del video, caminando por una calle solitaria y escasamente poblada, sosteniendo una fotografía de él y del productor de Nickelback, Joey Moi (a quien se hace referencia en la línea "¿Y qué demonios le pasa a Joey?"). A medida que la canción avanza hasta la línea "Y aquí es donde crecí", camina hacia un buzón oxidado, con la dirección número 29025. Mientras habla de escabullirse, la cámara no muestra la casa en sí, pero muestra una vista desde el interior mirándolo, posiblemente sugiriendo que alguien más vive allí ahora. Continúa caminando y llega a un edificio antiguo marcado como "Hanna High School" en el frente (ahora es el Edificio de Servicios Comunitarios: 210 6 Avenue East, Hanna, Alberta, Canadá) y anuncia: "Y aquí es donde fui a la escuela." Él y sus otros tres miembros de la banda entran al gimnasio con su equipo y hacen un concierto aparentemente improvisado solos. Durante el coro, dos miembros de la banda van a un antiguo depósito de chatarra y recuerdan un campo donde el resto de la banda y sus novias están de fiesta. Otro experimenta un evento similar cerca de una estación de tren abandonada, al ver a su antigua novia (probablemente Kim, quien fue "la primera chica que besé") correr cerca de las vías y besar a su yo más joven. Se muestra la Hanna Roundhouse. La cámara luego cambia a flashbacks de varias personas ("Extraño esa ciudad, extraño las caras"). Cuando el video termina, la gente del flashback se sube a sus autos para irse a casa mientras la banda termina la canción.
El video fue dirigido por Nigel Dick y fue filmado en Hanna, Alberta, Canadá, ciudad natal de la mayor parte de la banda.
Una toma particular del video, con Kroeger sosteniendo un marco de imagen con la letra "Look at this photograph" ("Mira esta fotografía"), se convirtió en un Meme de internet, y los usuarios reemplazaron el contenido del marco con otras imágenes. En el momento del lanzamiento de la canción, el meme ha sido parte de las actitudes negativas generales hacia la banda, y a medida que las actitudes hacia la banda cambiaron hacia una apreciación más favorable, el meme todavía se usaba con fines humorísticos.

## Posicionamiento en listas
| Lista (2005–2008)                           | Mejor posición |
| ------------------------------------------- | -------------- |
| Alemania (Offizielle Deutsche Charts)       | 18             |
| Australia (ARIA)                            | 3              |
| Austria (Ö3 Austria Top 40)                 | 10             |
| Bélgica (Flandes) (Ultratip Bubbling Under) | 2              |
| Bélgica (Valonia) (Ultratip Bubbling Under) | 9              |
| Canadá (CHR/Pop Top 30)                     | 3              |
| Canadá (Hot AC Top 30 )                     | 1              |
| Canadá (Rock Top 30)                        | 2              |
| República Checa (Rádio Top 100)             | 17             |
| European Hot 100                            | 31             |
| Estados Unidos (Billboard Hot 100)          | 2              |
| Estados Unidos (Adult Contemporary)         | 16             |
| Estados Unidos (Adult Top 40)               | 1              |
| Estados Unidos (Alternative Airplay)        | 3              |
| Estados Unidos (Mainstream Rock)            | 1              |
| Estados Unidos (Digital Songs)              | 1              |
| Estados Unidos (Mainstream Top 40)          | 3              |
| Estados Unidos (Pop 100)                    | 1              |
| Irlanda (IRMA)                              | 24             |
| Italia (FIMI)                               | 42             |
| Nueva Zelanda (Recorded Music NZ)           | 4              |
| Países Bajos (Dutch Top 40)                 | 4              |
| Países Bajos (Mega Single Top 100)          | 16             |
| Reino Unido (Official Charts Company)       | 18             |
| Reino Unido (UK Rock and Metal)             | 1              |
| Suecia (Sverigetopplistan)                  | 40             |
| Suiza (Schweizer Hitparade)                 | 27             |

| País           | Lista (2005)       | Posición |
| -------------- | ------------------ | -------- |
| Australia      | ARIA               | 45       |
| Estados Unidos | Billboard Hot 100  | 43       |
| Estados Unidos | Adult Top 40       | 33       |
| Estados Unidos | Mainstream Top 40  | 56       |
| Estados Unidos | Modern Rock Tracks | 46       |
| Países Bajos   | Nederlandse Top 40 | 39       |

| País           | Lista (2006)       | Posición |
| -------------- | ------------------ | -------- |
| Estados Unidos | Billboard Hot 100  | 38       |
| Estados Unidos | Adult Contemporary | 38       |
| Estados Unidos | Adult Top 40       | 7        |

### Certificaciones
| País           | Organismo certificador | Certificación | Ventas  | Ref.   |
| -------------- | ---------------------- | ------------- | ------- | ------ |
| Australia      | ARIA                   | Oro           | 35 000  | [ 40 ] |
| Canadá         | Music Canada           | Platino       | 10 000  | [ 41 ] |
| Estados Unidos | RIAA                   | 2× Platino    | 2 000   | [ 42 ] |
| Reino Unido    | BPI                    | Oro           | 400 000 | [ 43 ] |